# Hors normes
Pour plus de détails, voir Fiche technique et Distribution.
Hors normes est un film français dramatique réalisé par Olivier Nakache et Éric Toledano, sorti en 2019. Il est présenté hors compétition en clôture du 72e Festival de Cannes et reçoit le prix du public du Festival international du film de Saint-Sébastien 2019.
Cette comédie dramatique est produite par Nicolas Duval Adassovsky avec Quad et Ten Cinéma, en coproduction avec Gaumont et TF1 Films Production.
L'histoire et les personnages de Vincent Cassel et de Reda Kateb sont inspirés du travail de deux éducateurs s'occupant des personnes autistes, ainsi que de leurs associations existantes : le Silence des Justes (dans le film : la Voix des Justes) et le Relais Île-de-France.
Le film reçoit des critiques positives de la part des médias, avec des réserves de la part de personnalités et associations spécialisées dans l'autisme en France.

## Synopsis
Bruno et Malik sont les responsables respectifs de La Voix des Justes et de L'Escale, deux associations qui œuvrent depuis vingt ans dans le monde des enfants et adolescents autistes qu'ils aident de leur mieux. Ils forment également des jeunes issus de quartiers difficiles pour encadrer ces cas « complexes » que les structures médicales refusent. L'association de Bruno est cependant dans le viseur de l'Inspection générale des affaires sociales qui lui reproche d'employer du personnel non diplômé.
Bruno s'est notamment fixé comme objectif l'insertion professionnelle de Joseph, un jeune autiste passionné par les machines à laver, mais qui a régulièrement des problèmes avec les agents de la RATP et la SNCF, car il ne peut s'empêcher d'actionner le bouton d'arrêt d'urgence du métro. Il réussit à lui trouver un stage en entreprise, mais le chef d'entreprise ne peut pas le garder en raison de son attitude trop familière avec Brigitte, une des employées de l'atelier.
Bruno accepte également de s'occuper de Valentin, un jeune aux troubles sévères, qui doit notamment porter un casque en permanence pour lui éviter de se blesser lorsqu'il se tape la tête contre les murs. Valentin finit par fuguer, et se retrouve en danger alors qu'il marche sur le boulevard périphérique parisien, où il est récupéré in extremis.

## Fiche technique
- Titre original : Hors normes
- Titre anglophone international : The Specials
- Réalisation et scénario : Olivier Nakache et Éric Toledano
- Son : Pascal Armant
- Décors : Julia Lemaire
- Costumes : Isabelle Pannetier
- Photographie : Antoine Sanier
- Montage : Dorian Rigal-Ansous
- Musique : Grandbrothers
- Production : Nicolas Duval Adassovsky
- Producteur exécutif : Hervé Ruet
- Sociétés de production : Gaumont, Quad Productions et Ten Cinéma, TF1 Films Productions, en association avec les SOFICA Cinémage 13, Cofimage 30, Indéfilms 7, Palatine Etoile 16
- Société de distribution : Gaumont (France)
- Budget : 13 millions d'euros
- Pays de production :  France
- Genre : comédie dramatique
- Durée : 114 minutes
- Dates de sortie[2] :
  - France : 25 mai 2019 (film de clôture du festival de Cannes 2019) ; 23 octobre 2019 (sortie nationale)

## Distribution
- Vincent Cassel : Bruno Haroche
- Reda Kateb : Malik
- Hélène Vincent : Hélène
- Bryan Mialoundama : Dylan
- Alban Ivanov : Menahem
- Benjamin Lesieur : Joseph
- Marco Locatelli : Valentin
- Catherine Mouchet : Docteur Ronssin
- Frédéric Pierrot : l'inspecteur de l'IGAS
- Suliane Brahim : l'inspectrice de l'IGAS
- Lyna Khoudri : Ludivine
- Aloïse Sauvage : Shirelle
- Djibril Yoni : Fabrice
- Ahmed Abdel-Laoui : Mounir
- Darren Muselet : Cédric
- Sophie Garric : Eva
- Christian Benedetti : Albert Fratti
- Pierre Diot : M. Marchetti
- Fatou Clo : Mme Diabaté
- Manda Touré : Fille Mme Diabaté
- Pauline Clément : Myriam
- Anne Azoulay : Keren
- Damien Zanoly : voisin
- Marine Dupont : Brigitte
- Mara Taquin : Morgane
- Fatouma Fofana : Fatou
- Aminata Ba : Amina
- Sadio Fofana : Sadio
- Suzanne-Marie Gabriel : Emilie
- Hedi Bouchenafa : Eddie
- Thomas Dubois : Alexis
- Esther Wahl : Céline
- Nicky Marbot : Agent SNCF 1
- Bryan Polach : Agent SNCF 2
- Saïd Benchnafa : Agent SNCF 3

## Production
Le projet, ainsi que le nom des deux acteurs principaux, est annoncé en juillet 2018.
Le tournage commence en septembre 2018 et dure trois mois. Il a lieu à Paris et en Île-de-France.
« Les scènes du film ont toutes été vécues dans la réalité » et les réalisateurs ont fait jouer de vrais encadrants et de vrais autistes dans le film qui mêle réalité et fiction. Olivier Nakache explique que « C’était impensable qu’on ait des acteurs qui jouent des jeunes en situation d’autisme ».
Le film doit être diffusé dans quarante-sept pays.

## Accueil
Le film reçoit des critiques globalement positives de la presse, avec une moyenne de 3,9/5 sur Allociné, mais suscite des réserves de la part de personnalités et associations spécialisées dans l'autisme en France.

### Presse
La journaliste Sophie Benamon de Première, présente dans sa critique le film comme « une incroyable réussite qui, en s’emparant d’un sujet grave (l’autisme), impose un peu plus le cinéma de Toledano-Nakache. [...] On pouvait craindre le cocktail de bons sentiments, de ceux qui nous incitent lourdement à changer, de ceux qui nous font sentir coupables. Il n’en est rien. Car Hors normes, c’est d’abord le récit d’un combat, celui de deux hommes à la tête de deux associations consacrées à l’accueil des autistes. Ces structures existent. Elles s’appellent le Silence des justes et le Relais Ile-de-France. Le film inverse le point de vue et montre que c’est la politique de santé à l’égard des handicapés en France qui est anormale. »
Noël Bouttier, du Média Social, écrit que c'est une « comédie particulièrement réussie [...]. Dans Hors normes, vous alternerez les larmes et les éclats de rire. La dureté des situations de l'autisme n'est pas écartée pour construire un joli conte. Cette dureté, on la prend en pleine figure à tout moment. Mais elle est adoucie, humanisée par des personnes éclairées par une formidable envie de vivre avec tous les humains. » Elle mentionne aussi la violence émanant des personnes autistes, notamment à travers la réplique selon laquelle leurs éducateurs « se prennent des droites toute la journée ».
Selon une chronique du magazine Rolling Stone, c'est « le meilleur film du duo Nakache/Toledano [qui] se révèle, comme d’habitude, à la fois drôle et touchant. »
La journaliste Guillemette Odicino dans Télérama qualifie le film de « thriller humaniste et drôle sur la différence ».
Dans sa critique pour Les Inrockuptibles, Emily Barnett écrit que « le duo Nakache-Toledano ne sert ici que l'intérêt de ses têtes d'affiche sans regarder en face son sujet : l'autisme », qualifiant ce film d'« atypique de rien du tout ».
Jacques Mandelbaum titre sa critique pour Le Monde « Les « docteurs feelgood » du cinéma français s’emparent avec succès du thème de l’autisme » et y mentionne qu'ils « proposent avec Hors normes un jeu délicat entremêlant trois sujets qu’on qualifiera de sensibles. Les adolescents autistes ; les jeunes des quartiers ; les relations judéo-arabes. Rien de moins. ».
Nicolas Marcadé indique dans Les Fiches du cinéma : « Dialogues ciselés, acteurs impeccables, bon esprit, la formule Toledano-Nakache marche toujours, malgré une conclusion sirupeuse et maladroite. »
Sur Critikat, Josué Morel écrit que « l’enjeu principal [du film] réside ainsi dans la rencontre entre Vincent Cassel et des acteurs autistes », et en constitue le moteur ; il tempère en notant que « Malgré l'intérêt de ce qui se joue autour des acteurs, le film bute sur une contradiction qui le limite, au-delà de son dénouement sirupeux et de ses velléités hagiographiques. [...] Le film ne se positionnera de fait jamais véritablement du côté des autistes : [...] à quelques reprises, la caméra épouse le point de vue de Valentin, en figurant l’autisme comme une perception floue et flottante du monde. Il existait pourtant une autre manière de dépeindre la singularité de ces personnages, sans tomber dans une imagerie proche de celle de la défonce : laisser les corps bouger, sortir du cadre, les voir s’animer sans être soumis au regard, certes bienveillant, de ceux qui les accompagnent. »
La critique de Jean-Sébastien Chauvin, pour les Cahiers du cinéma, est l'une des plus négatives, ce dernier estimant qu'« à vouloir distribuer des câlins à tout le monde, les réalisateurs ont oublié d'observer le monde des autistes et de les laisser exister ».
Hugues Dayez, pour la télévision belge, salue la véracité du film, qui « parvient à évoquer un éventail très pertinent de tous les problèmes posés par l’autisme dans notre société actuelle [...] avec la participation au casting d’authentiques handicapés et de véritables moniteurs », évitant ainsi l'écueil d'« une heure et demie de scénario lénifiant, [où] tout est bien qui finit bien, ou presque. Ces films sont insupportables, car avec l’autisme, il n’y a pas de happy end. »
Catherine Balle, pour Le Parisien, aime beaucoup ce film et écrit que « Grâce au formidable sens des dialogues de Toledano et Nakache (...) le film n'est jamais plombant. Et si Reda Kateb est parfait, comme d'habitude, Vincent Cassel, dans un rôle empathique à contre-emploi, nous éblouit totalement. ».
Didier Péron, pour Libération, est moins enthousiaste, écrivant que « Le pouvoir émancipateur du travail, le credo en une société civile mue par le seul souci du bien commun est le message galvanisant d’un film qui ne cherche pas à rassembler à tout prix, quitte à ne pas s’embarrasser de nuances ou de tout ce qui pourrait gripper son imparable efficacité consensuelle. ».

### Associations et personnalités du domaine de l'autisme
Selon Olivia Cattan, présidente de l’association SOS autisme France, ce film provoque des réactions contrastées, polarisées entre la satisfaction de voir « l'autisme sévère » représenté à l'écran, et la mauvaise image qui y est donnée de l'autisme, propre à renforcer les préjugés et l'exclusion. Elle estime que Hors normes véhicule une « image passéiste de l'autisme » vu comme objet de charité, et que ce film fournit des arguments aux professeurs qui refusent l'inclusion scolaire des élèves autistes. En réponse, un psychomotricien regrette que celle-ci n’aborde pas, entre autres, « la qualité de l’accompagnement » présenté dans le film.
Christine Meignien, présidente de Sésame Autisme, estime que le film est « courageux » car il montre « une réalité terrifiante, que personne ne soupçonne ». Selon elle, le mérite du film, où la plupart des patients sont joués par des autistes, est de leur redonner « la part d'humanité qu'on doit leur reconnaître ».
L'association Cle-Autistes (Collectif pour la liberté d'expression des autistes) témoigne que « pour certaines personnes autistes, la projection du film fut insoutenable ». Elle regrette la vision des personnes autistes comme objets de soin, l'ignorance de leurs besoins, et en conclut que « Hors-Normes ne défend ni l’autisme, ni les autistes »,,. Elle considère que les véritables personnages principaux mis en avant dans Hors normes ne sont pas les personnes autistes, traités comme des personnages secondaires et des faire-valoir, mais leurs éducateurs et les associations,,. Josué Morel de Critikat note toutefois qu'« il serait un brin fallacieux de considérer que les acteurs autistes ne sont là que pour mettre en valeur les deux « stars », Cassel et Reda Kateb, tant leurs jeux consistent à se fondre dans un collectif et la dynamique des différentes situations. »
Cle-autiste estime également que la représentation de la violence des personnes autistes dans le film ne correspond pas à la réalité, celle-ci étant attribuée à un état psychique inhérent, et non à une réaction, en contradiction avec les données de la science ; et que le film ne donne pas à voir l'« autisme sévère », mais plutôt le validisme exercé contre ces personnes.
Selon Danièle Langloys, présidente d’Autisme France : « Le film réussit l’exploit de montrer ceux que l’on ne veut jamais montrer. On se le prend dans la gueule, et c’est tant mieux. »
Hugo Horiot, comédien et militant pour la dignité des personnes autistes, décrit Hors normes comme une « peinture très crue de la dérive institutionnelle », salue le fait que le film montre aussi des points de compétences chez les personnes autistes, et souligne le traitement ségrégatif imposé aux personnes autistes en France. Il s'oppose à la dénomination d'« autisme sévère », à laquelle il préfère la notion de « sévérité des troubles ».
Dans sa chronique sur What's up Doc, le psychiatre Guillaume de la Chapelle considère que c'est « un film sensible, centré avant tout sur le monde associatif et les familles plus que sur les autistes eux-mêmes, qui pose de bonnes questions autant qu'il en ignore certaines ». Il s'estime gêné par le traitement de l'autisme par ce film, ajoutant que le duo de réalisateurs « peine cependant plus que dans ses précédents films à trouver un ton et imposer son style ». De plus, selon lui, ce film ne remet pas en question l'exclusion des personnes autistes, la traitant comme un fait, et n'aborde pas non plus la maltraitance des personnes handicapées.

### Box-office
| Pays ou région | Box-office        | Date d'arrêt du box-office | Nombre de semaines |
| -------------- | ----------------- | -------------------------- | ------------------ |
| France         | 2 108 551 entrées | 10 mars 2020               | 20                 |
| Total mondial  | 17 675 602 $      | -                          | -                  |

## Distinctions

### Récompenses
- Festival international du film de Saint-Sébastien 2019 : Prix du public[35].
- Label « Club 300 aime » des habitués d’Allociné[36].
- César des lycéens 2020[37].
- Prix international du meilleur casting 2020 de l’ICDN : Élodie Demey, Marie-France Michel et Justine Léocadie[38].

### Nominations
- César 2020 : 
  - Meilleur film
  - Meilleure réalisation
  - Meilleur acteur pour Vincent Cassel
  - Meilleur acteur pour Reda Kateb
  - Meilleure actrice dans un second rôle pour Hélène Vincent
  - Meilleur espoir masculin pour Benjamin Lesieur
  - Meilleur scénario original
  - Meilleur montage

### Sélection
- Festival de Cannes 2019 : sélection officielle, hors compétition, film de clôture